# Voduška
Voduška (lat. Limosella), biljni rod iz porodice strupnikovki. Pripada joj desetak vrsta jednogodišnjeg raslinja, od kojih u Hrvatskoj raste vodena voduška (Limosella aquatica), koja se vodi kao kritično ugrožena, a ima je u Kopačkom ritu
Rod je raširen po svim kontinentima.

## Vrste
1. Limosella acaulis Sessé & Moc.
2. Limosella africana Glück
3. Limosella aquatica L.
4. Limosella australis R.Br.
5. Limosella capensis Thunb.
6. Limosella curdieana F.Muell.
7. Limosella grandiflora Benth.
8. Limosella granitica W.R.Barker
9. Limosella inflata Hilliard & B.L.Burtt
10. Limosella longiflora Kuntze
11. Limosella macrantha R.E.Fr.
12. Limosella major Diels
13. Limosella pretoriensis Suess.
14. Limosella tenella Quézel & Contandr.
15. Limosella vesiculosa Hilliard & B.L.Burtt